# Omloop van het Waasland 2013
L'Omloop van het Waasland 2013, quarantanovesima edizione della corsa, valido come evento dell'UCI Europe Tour 2013 categoria 1.2, si svolse il 10 marzo 2013 su un percorso di 192 km. Fu vinto dal belga Pieter Jacobs, che terminò la gara in 4h00'38" alla media di 47,87 km/h.
Furono 109 i ciclisti che portarono a termine il percorso.

## Squadre partecipanti
| N.      | Cod. | Squadra                     |
| ------- | ---- | --------------------------- |
| 1-8     | TSV  | Topsport Vlaanderen-Baloise |
| 11-18   | CRE  | Crelan-Euphony              |
| 21-28   | AJW  | Accent.jobs-Wanty           |
| 31-38   | SKT  | An Post-ChainReaction       |
| 41-48   | COL  | Colombia                    |
| 51-58   | DOL  | Doltcini-Flanders           |
| 61-68   |      | Lotto-Belisol U23           |
| 71-78   |      | EFC-Omega Pharma QS         |
| 81-88   |      | Ovyta-Eijssen-Acrog         |
| 91-98   |      | Rock Werchther-SOS Piet     |
| 101-108 |      | Bianchi-Lotto-NHT           |
| 111-118 |      | Asfra                       |
| 121-128 |      | WSV Artevelde               |

| N.      | Cod. | Squadra                  |
| ------- | ---- | ------------------------ |
| 131-138 |      | Cibel-Aliplast           |
| 141-148 |      | Rupelspurters Boom       |
| 151-158 |      | Ottignies-Perwez         |
| 161-168 |      | Lumet-VDBG Steenhouwerij |
| 171-178 |      | United Cycling Team      |
| 181-188 |      | People4you-Unaas         |
| 191-198 | UKY  | Team UK Youth            |
| 201-208 | WBC  | Wallonie-Bruxelles       |
| 211-218 | JJR  | J.Jensen-Ramirent        |
| 221-228 | TSP  | Nutrixxion-Abus          |
| 231-238 |      | Cécémel Cyclingteam      |
| 241-248 | TBJ  | Team Bergstrasse Jenatec |

## Ordine d'arrivo (Top 10)
| Pos. | Corridore           | Squadra      | Tempo    |
| ---- | ------------------- | ------------ | -------- |
| 1    | Pieter Jacobs       | Topsport Vl. | 4h00'38" |
| 2    | Niko Eeckhout       | An Post-Ch.  | s.t.     |
| 3    | Sander Armée        | Topsport Vl. | a 3"     |
| 4    | Jens Geerinck       | EFC-Omega P. | a 16"    |
| 5    | James Vanlandschoot | Accent.jobs  | s.t.     |
| 6    | Wouter Daniels      | EFC-Omega P. | s.t.     |
| 7    | Martijn Degreve     | EFC-Omega P. | a 20"    |
| 8    | Stefan van Dijk     | Accent.jobs  | a 1'07"  |
| 9    | Michael Van Staeyen | Topsport Vl. | s.t.     |
| 10   | Sam Bennett         | An Post-Ch.  | s.t.     |